# تورکووکا
تورکووکا (به لاتین: Turkołówka) یک منطقهٔ مسکونی در لهستان است که در Gmina Hrubieszów واقع شده‌است.

## خصوصیات
تورکووکا ۳۶ نفر جمعیت دارد.